# Pseudorhaphiptera longicollis
Pseudorhaphiptera longicollis là một loài bọ cánh cứng trong họ Cerambycidae.